# كالكوجينيد

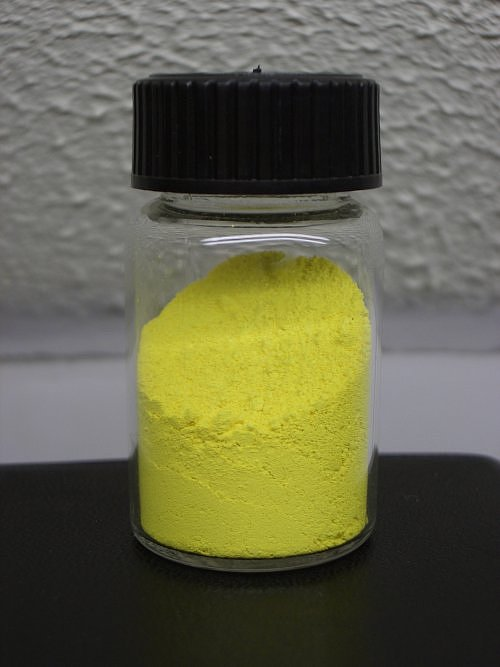
كبريتيد الكادميوم؛ من أمثلة مركبات الكالكوجينيد، والذي يستخدم كخضاب أصفر.

كالكوجينيد (ملاحظة 1) هو مركب كيميائي يتألف على الأقل من أنيون واحد من مجموعة الكالكوجين، وهي عناصر المجموعة السادسة عشر الموجودة في الجدول الدوري للعناصر، بالإضافة إلى كاتيون أقل كهرسلبية.
على الرغم من وجود الأكسجين في مجموعة الكالكوجين، إلا أن مصطلح كالكوجينيد عادة ما يشير إلى مركبات الكبريتيد والسيلينيد والتيلوريد أكثر من مركبات الأكاسيد.
هناك العديد من خامات الفلزات التي تتوافر طبيعياً على شكل كالكوجينيد. تستخدم مركبات الكالكوجينيد ذات الناقلية الضوئية في مجال التصوير الجاف.

## اقرأ أيضاً
- كالكوجين

## هوامش
- ملاحظة 1 تعريب حرفي لكلمة chalcogenide